# Карел Нові
Карел Нові (12 червня 1980) — швейцарський плавець.
Учасник Олімпійських Ігор 2000, 2004, 2008 років.
Призер Чемпіонату Європи з плавання на короткій воді 1999, 2000, 2003 років.